# Etnia waiwai
Los Indígena Wai-Wai o también escritos (WaiWai o Wai Wai) son un grupo étnico de habla caribe de Guyana y el norte de Brasil . Forman parte de la población amerindia que forma parte de América del Sur y son un grupo indígena, su sociedad está formada por diferentes pueblos de la selva baja que han mantenido gran parte de su identidad cultural con la excepción del cristianismo que les fue presentado a finales de la década de 1950.

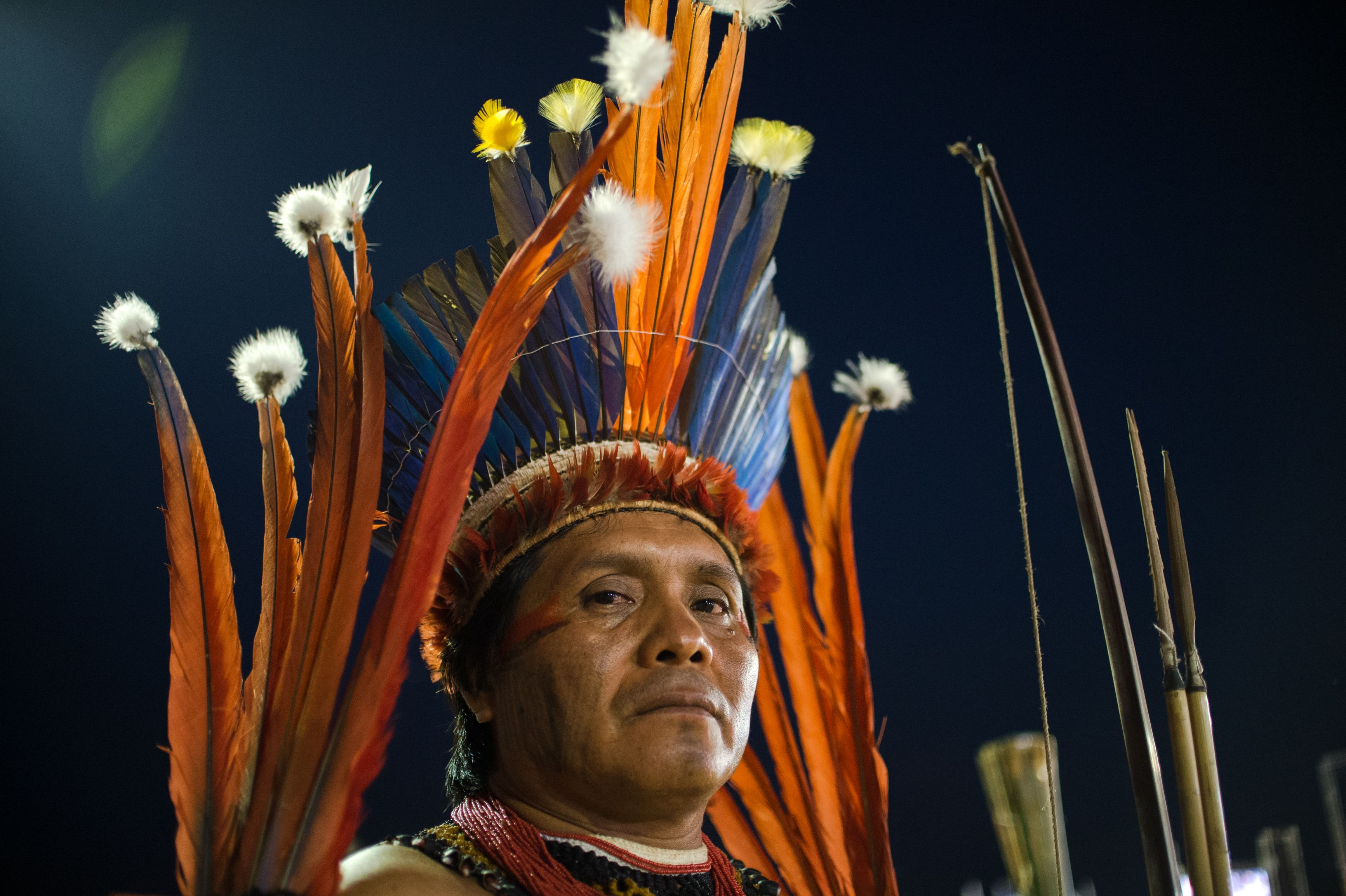
Indígena Wai-Wai

## Historia
La población amerindia de Guyana es de aproximadamente 31.000. Las tribus que constan de nueve grupos étnicos principales, incluidos los Akawaios, Arawaks, Arekunas, Caribs, Makushis, Patamonas, Wapishanas, Warraus y Wai-Wais, se encuentran principalmente en el interior o en la región interior.
Los Wai-Wai son la tribu más pequeña de Guyana con una población de sólo 170 habitantes. Sólo hay una comunidad Wai-Wai en Guyana. Está ubicado en la región más al sur del país conocida como Konashen. 
El explorador, Robert Hermann Schomburgk , pudo haber sido el primer no indígena en tener contacto con Wai-Wai en diciembre de 1837. Encontró un pueblo en un afluente del río Esequibo, junto con otros dos en el río Mapuera en Brasil . Schomburgk describe al Wai-Wai como:
De estatura media, su piel es más clara que la de los Tarumas, en su apariencia general y lenguaje se parecen mucho a los Makuskis. Los Woyawais son grandes cazadores y famosos por sus perros. En apariencia generalmente son sucios " .
A principios del siglo XX, algunos Wai-Wai de Brasil se trasladaron más al norte. Se especula que esto se debe a la epidemia de influenza que casi exterminó a la tribu Taruma. De 1933 a 1938, la gente de Wai-Wai se trasladó más al interior de Guyana para evitar que los forasteros trabajaran con la Comisión de Límites.

## Geografía

Regiones de Guyana

Los wai-wai de Guyana viven en el extremo sur del país, cerca de la cabecera del río Esequibo que está en disputa con Venezuela denominada Guayana Esequiba. Hay aproximadamente 200 wai-wai en Guyana y 2000 en Brasil. En Brasil, residen principalmente en Terra Indígena Wai-wai , Terra Indígena Trombetas-Mapuera y Terra Indígena Nhamundá-Mapuera . Estos se encuentran principalmente en los estados norteños de Roraima y Pará.
Los asentamientos incluyen: Mapuera en Pará y Jatapu-zine, Catual, Cobra, Pequeno Paraíso en Roraima.

## Cultura

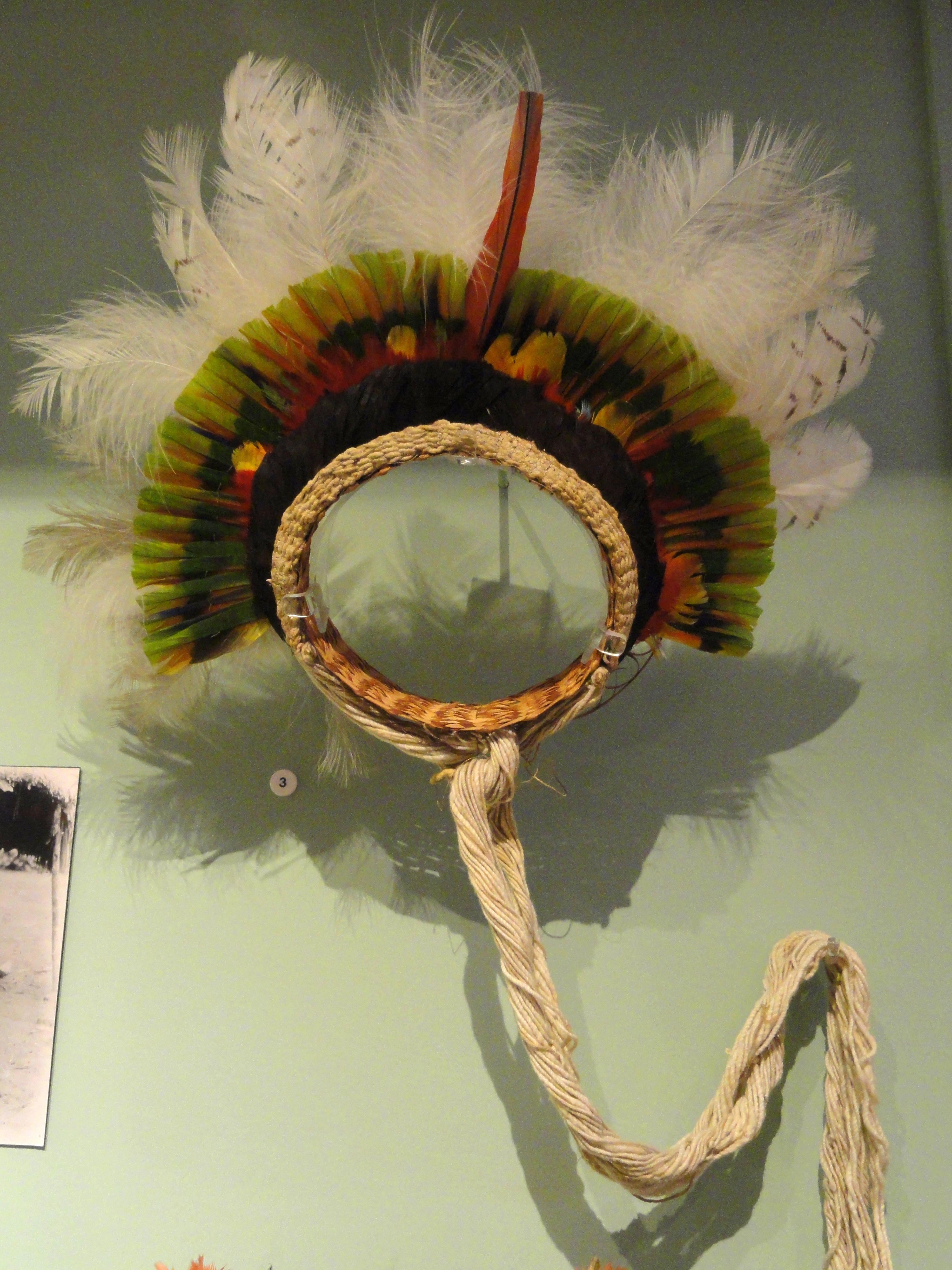
el tocado Wai-Wai

Aunque los Wai Wai son grandes cazadores, también son agricultores. Sin embargo, el suelo ligero y delgado con el que tienen que trabajar y una precipitación anual de 4 metros pueden hacer que sea muy difícil producir suficiente comida. Su método tradicional y destructivo de cultivo era el método de " tala y quema ". 
Los Wai Wai son conocidos por su tejido. Tuercen algodón en hilo para tejer, pero ellos (junto con los arawak y los caribes ) son conocidos por su tejido de hamacas . Todas las hamacas están tejidas en marcos de hamacas cuadrados. [4] Sus otras habilidades artísticas incluyen cerámica, peines tejidos, flautas de hueso y otras artesanías.
Los Wai Wai son personas naturalmente musicales y tienen afinidad por instrumentos musicales como guitarras, flautas y tambores de mano. A menudo, la gente de Wai Wai elabora sus flautas y tambores con materiales naturales que se encuentran en la selva amazónica circundante.

### Wai-Wai Mujeres
Las mujeres juegan un papel crucial en la cultura Wai-Wai. En términos de las construcciones de Wai-Wai, el éxito de los hombres en términos de riqueza y poder depende del trabajo y la reproducción femeninos. [5] El tamaño y la estabilidad de una aldea dependen de los valores culturales y de cómo se vinculan las relaciones. Para el Wai-Wai, la relación entre un padre y una hija le da al padre una sensación de control sobre su hija y su yerno.
El tamaño de una aldea es una indicación del nivel de fuerza política y riqueza y, por lo tanto, depende en gran medida de las mujeres de la comunidad.
```
los trece años. La mayoría de las mujeres se casan a los diecisiete años.
```